# Kasaoka, Okayama
Kasaoka (笠岡市 Kasaoka-shi) là một thành phố thuộc tỉnh Okayama, Nhật Bản.